# 충격 전술
충격 전술(衝擊戰術, 영어: Shock tactics)은 빠르고 강력한 공격을 통해 적에게 심리적 압박감을 줌으로서 퇴각, 혹은 패전을 유도하는 공격적인 기동 전술을 말한다. 충격 전술은 전황을 결정짓는데 매우 높은 기여를 하는 만큼, 특유의 높은 위험성을 가지고 있다. 충격 전술은 전근대에는 주로 중무장을 한 중장기병이나 중장보병이 수행하였으나, 근대에는 개인화기의 발달로 인하여 이를 감당할 수 있는 전차에게 그 역할이 옮겨졌다.

## 전근대와 근대의 충격 전술
전근대의 충격 전술은 주로 중장기병들이 행하였으나, 때로는 중장보병들이 이러한 역할을 맡기도 했다. 전근대의 충격 부대 중 가장 유명한 것은 중세의 기병들로, 이들은 두터운 갑옷으로 중무장하고, 랜스를 겨드랑이에 낀 채(couching) 전속력으로 적의 대형을 향해 돌격하는 전법을 사용하였다.
근대와 전근대의 차이는 무엇보다 총기의 발달에서 비롯된다고 할 수 있다. 충격기병 전술은 개인화기가 발달하면서 줄어들게 되었고, 이를 대체하게 된 보병들의 충격 전술은 적과의 거리가 매우 근접하였을 때만 사용되었으며, 공격적 용도 못지않게 방어적 용도가 매우 큰 것이었다. 당시 일반적으로 사용되었던 보병들의 충격 전술은 화기를 이용한 일제사격 후 함성소리와 함께 돌격하는 것이었다.
이러한 보병들의 충격 전술은 제1차 세계 대전 때부터 사장되기 시작하였는데, 이는 당시 주로 행해졌던 참호전으로 인한 것이었다. 참호전에 동반되는 기관총의 존재는 보병들의 충격 전술을 철저히 무력화하였다. 세계대전 도중 양 세력은 해결방법을 찾게 되었는데, 협상국은 전차를 탄생시켰고, 동맹국은 돌격대 (제1차 세계 대전)를 등장시켰다.

## 제1차 세계 대전
독일 제국군이 도입한 충격 전술은 이전과는 궤를 달리했다.  돌격대 (제1차 세계 대전)와 사용하는 충격 전술은 본격적인 공격 이전에 적 방어선의 취약점을 빠르게 파고들어 지휘통신과 보급 체계를 붕괴시키고 혼란과 균열을 유도해 공격 효과를 극대화하는 전술과 부대편성이었다. 이들은 춘계 공세때 그 진가를 발휘했으나, 한편으로는 보병의 한계 또한 여실히 드러냈다.

## 세계대전기와 그 이후
1차 대전의 종막에 전차와 함께 전선 돌파의 가능성이 다시 열리게 되었다. 전차를 이용한 교리의 발달이 전부 충격력에 기반했다고 불수는 없지만, 제2차 세계 대전을 거쳐 오늘날까지 전차가 전장에서 미치는 효과에는 적군에 대한 심리적인 충격 또한 포함된다. 
2003년 이라크 전쟁에서의 미군의 작전명이었던 충격과 공포는 육군과 공군의 합동작전을 기반으로 한 충격 전술의 일종이었다.

## 충격 전술을 수행하는 병과

### 기병
- 카타프락트
- 클리바나리우스
- 창기병
- 기사

## 보병
- 밀집 장창보병대
- 돌격대 (제1차 세계 대전)

## 기갑
- 전차

## 같이 보기
- 돌격
- 군사 전술 목록
- 혼전
- 군사 교리
- 군사사
- 특수부대